# Coupe du monde de ski acrobatique 2017-2018
Navigation
Édition précédente Édition suivante
La saison 2017-2018 de ski acrobatique est la trente-neuvième édition de la Coupe du monde de cette discipline organisée par la Fédération internationale de ski. Elle inclut six épreuves : les bosses, le saut acrobatique, le half-pipe, le slopestyle, le ski cross et le big air. 

## Classements

### Général
| Rang | Nom              | Points |
| ---- | ---------------- | ------ |
| 1    | Mikael Kingsbury | 94.00  |
| 2    | Alex Ferreira    | 60.33  |
| 3    | Andri Ragettli   | 60.00  |
| 4    | Maxim Burov      | 59.17  |
| 5    | Dmitriy Reikherd | 58.50  |

| Rang | Nom                   | Points |
| ---- | --------------------- | ------ |
| 1    | Sandra Näslund        | 87.00  |
| 2    | Xu Mengtao            | 67.50  |
| 3    | Jennie-Lee Burmansson | 64.14  |
| 4    | Perrine Laffont       | 60.70  |
| 5    | Hanna Huskova         | 60.17  |

### Half-Pipe
| Rang | Nom            | Points |
| ---- | -------------- | ------ |
| 1    | Alex Ferreira  | 362    |
| 2    | David Wise     | 279    |
| 3    | Noah Bowman    | 230    |
| 4    | Simon d'Artois | 204    |
| 5    | Birk Irving    | 192    |

| Rang | Nom             | Points |
| ---- | --------------- | ------ |
| 1    | Cassie Sharpe   | 329    |
| 2    | Brita Sigourney | 306    |
| 3    | Zhang Kexin     | 264    |
| 4    | Maddie Bowman   | 260    |
| 5    | Marie Martinod  | 241    |

### Slopestyle
| Rang | Nom             | Points |
| ---- | --------------- | ------ |
| 1    | Andri Ragettli  | 420    |
| 2    | Ferdinand Dahl  | 277    |
| 3    | Oscar Wester    | 272    |
| 4    | James Woods     | 229    |
| 5    | Oystein Braaten | 225    |

| Rang | Nom                   | Points |
| ---- | --------------------- | ------ |
| 1    | Jennie-Lee Burmansson | 449    |
| 2    | Johanne Killi         | 270    |
| 3    | Caroline Claire       | 245    |
| 4    | Tess Ledeux           | 236    |
| 5    | Anastasia Tatalina    | 230    |

### Big Air
| Rang | Nom                | Points |
| ---- | ------------------ | ------ |
| 1    | Christian Nummedal | 229    |
| 2    | Elias Ambuehl      | 179    |
| 3    | Hugo Burvall       | 174    |
| 4    | Jonas Hunziker     | 121    |
| 5    | Elias Syrja        | 115    |

| Rang | Nom               | Points |
| ---- | ----------------- | ------ |
| 1    | Silvia Bertagna   | 162    |
| 2    | Giulia Tanno      | 160    |
| 3    | Dominique Ohaco   | 155    |
| 4    | Sarah Höfflin     | 130    |
| 5    | Coline Ballet Baz | 100    |
| 5    | Dara Howell       | 100    |

### Ski Cross
| Rang | Nom                   | Points |
| ---- | --------------------- | ------ |
| 1    | Marc Bischofberger    | 462    |
| 2    | Jean-Frédéric Chapuis | 403    |
| 3    | Kevin Drury           | 398    |
| 4    | Alex Fiva             | 349    |
| 5    | Sergueï Ridzik        | 325    |

| Rang | Nom                      | Points |
| ---- | ------------------------ | ------ |
| 1    | Sandra Näslund           | 870    |
| 2    | Fanny Smith              | 539    |
| 3    | Brittany Phelan          | 489    |
| 4    | Heidi Zacher             | 474    |
| 5    | Marielle Berger Sabbatel | 422    |

### Bosses
| Rang | Nom              | Points |
| ---- | ---------------- | ------ |
| 1    | Mikael Kingsbury | 940    |
| 2    | Dmitriy Reikherd | 585    |
| 3    | Ikuma Horishima  | 441    |
| 4    | Sho Endo         | 342    |
| 5    | Matt Graham      | 334    |

| Rang | Nom                     | Points |
| ---- | ----------------------- | ------ |
| 1    | Perrine Laffont         | 607    |
| 2    | Jaelin Kauf             | 561    |
| 3    | Britteny Cox            | 467    |
| 4    | Andi Naude              | 462    |
| 5    | Justine Dufour-Lapointe | 454    |

### Saut acrobatique
| Rang | Nom           | Points |
| ---- | ------------- | ------ |
| 1    | Maxim Burov   | 355    |
| 2    | Jia Zongyang  | 329    |
| 3    | Anton Kushnir | 320    |
| 4    | Maxim Gustik  | 267    |
| 5    | Qi Guangpu    | 254    |

| Rang | Nom                      | Points |
| ---- | ------------------------ | ------ |
| 1    | Xu Mengtao               | 405    |
| 2    | Hanna Huskova            | 361    |
| 3    | Kristina Spiridonova     | 237    |
| 4    | Aliaksandra Ramanouskaya | 211    |
| 5    | Lydia Lassila            | 200    |

## Calendrier et podiums

### Hommes

#### Ski Cross
| Date             | Lieu         | Épreuve | Vainqueur             | Second                | Troisième             |
| ---------------- | ------------ | ------- | --------------------- | --------------------- | --------------------- |
| 7 décembre 2017  | Val Thorens  | Cross   | Christopher Delbosco  | Arnaud Bovolenta      | Terence Tchiknavorian |
| 9 décembre 2017  | Val Thorens  | Cross   | annulé                | annulé                | annulé                |
| 12 décembre 2017 | Arosa        | Cross   | Viktor Andersson      | Kevin Drury           | Victor Öhling Norberg |
| 15 décembre 2017 | Montafon     | Cross   | Sergueï Ridzik        | Terence Tchiknavorian | Jean-Frédéric Chapuis |
| 21 décembre 2017 | Innichen     | Cross   | Marc Bischofberger    | Christoph Wahrstötter | Thomas Zangerl        |
| 22 décembre 2017 | Innichen     | Cross   | Marc Bischofberger    | Viktor Andersson      | Alex Fiva             |
| 13 janvier 2018  | Idre Fjäll   | Cross   | Alex Fiva             | Marc Bischofberger    | Jean-Frédéric Chapuis |
| 14 janvier 2018  | Idre Fjäll   | Cross   | Jean-Frédéric Chapuis | Alex Fiva             | Jonas Devouassoux     |
| 20 janvier 2018  | Nakiska      | Cross   | Paul Eckert           | Christoph Wahrstötter | Marc Bischofberger    |
| 3 mars 2018      | Sunny Valley | Cross   | Jonas Lenherr         | Kevin Drury           | Jean-Frédéric Chapuis |
| 4 mars 2018      | Sunny Valley | Cross   | Kevin Drury           | Jonas Lenherr         | Filip Flisar          |
| 17 mars 2018     | Megève       | Cross   | annulé                | annulé                | annulé                |

#### Saut acrobatique
| Date             | Lieu          | Épreuve | Vainqueur     | Second              | Troisième         |
| ---------------- | ------------- | ------- | ------------- | ------------------- | ----------------- |
| 16 décembre 2017 | Secret Garden | Saut    | Jia Zongyang  | Maxim Gustik        | Lewis Irving      |
| 17 décembre 2017 | Secret Garden | Saut    | Jia Zongyang  | Qi Guangpu          | Anton Kushnir     |
| 6 janvier 2018   | Moscou        | Saut    | Anton Kushnir | Ilia Burov          | Stanislav Nikitin |
| 12 janvier 2018  | Deer Valley   | Saut    | Maxim Burov   | Qi Guangpu          | Anton Kushnir     |
| 19 janvier 2018  | Lake Placid   | Saut    | Jia Zongyang  | Oleksandr Abramenko | Olivier Rochon    |
| 20 janvier 2018  | Lake Placid   | Saut    | Maxim Burov   | Anton Kushnir       | Naoya Tabara      |

#### Bosses
| Date             | Lieu        | Épreuve             | Vainqueur        | Second           | Troisième        |
| ---------------- | ----------- | ------------------- | ---------------- | ---------------- | ---------------- |
| 9 décembre 2017  | Ruka        | Bosses              | Mikael Kingsbury | Dmitriy Reikherd | Pavel Kolmakov   |
| 21 décembre 2017 | Thaiwoo     | Bosses              | Mikael Kingsbury | Matt Graham      | Troy Murphy      |
| 22 décembre 2017 | Thaiwoo     | Bosses              | Mikael Kingsbury | Dmitriy Reikherd | Matt Graham      |
| 6 janvier 2018   | Calgary     | Bosses              | Mikael Kingsbury | Dmitriy Reikherd | Matt Graham      |
| 10 janvier 2018  | Deer Valley | Bosses              | Mikael Kingsbury | Sho Endo         | Bradley Wilson   |
| 11 janvier 2018  | Deer Valley | Bosses              | Mikael Kingsbury | Dmitriy Reikherd | Matt Graham      |
| 20 janvier 2018  | Tremblant   | Bosses              | Ikuma Horishima  | Mikael Kingsbury | Dmitriy Reikherd |
| 3 mars 2018      | Tazawako    | Bosses              | Ikuma Horishima  | Mikael Kingsbury | Dmitriy Reikherd |
| 4 mars 2018      | Tazawako    | Bosses en Parallèle | Ikuma Horishima  | Mikael Kingsbury | Dmitriy Reikherd |
| 10 mars 2018     | Airolo      | Bosses en Parallèle | annulé           | annulé           | annulé           |
| 18 mars 2018     | Megève      | Bosses en Parallèle | Mikael Kingsbury | Benjamin Cavet   | Bradley Wilson   |

#### Freestyle
| Date               | Lieu             | Épreuve    | Vainqueur          | Second         | Troisième           |
| ------------------ | ---------------- | ---------- | ------------------ | -------------- | ------------------- |
| 5 août 2017        | El Colorado      | Big Air    | annulé             | annulé         | annulé              |
| 27 août 2017       | Cardrona         | Slopestyle | James Woods        | Andri Ragettli | Fabian Boesch       |
| 1er septembre 2017 | Cardrona         | Half-Pipe  | Alex Ferreira      | Kevin Rolland  | Simon d'Artois      |
| 3 novembre 2017    | Copenhague       | Big Air    | annulé             | annulé         | annulé              |
| 18 novembre 2017   | Milan            | Big Air    | Elias Ambuehl      | Hugo Burvall   | Andri Ragettli      |
| 26 novembre 2017   | Stubai           | Slopestyle | Oystein Braaten    | Evan McEachran | Colby Stevenson     |
| 1er décembre 2017  | Mönchengladbach  | Big Air    | Christian Nummedal | Oscar Wester   | Oystein Braaten     |
| 8 décembre 2017    | Copper Mountain  | Half-Pipe  | David Wise         | Noah Bowman    | Simon d'Artois      |
| 22 décembre 2017   | Secret Garden    | Half-Pipe  | Thomas Krief       | Joel Gisler    | Robin Briguet       |
| 23 décembre 2017   | Font-Romeu       | Slopestyle | Oscar Wester       | Ferdinand Dahl | Oystein Braaten     |
| 12 janvier 2018    | Snowmass         | Half-Pipe  | David Wise         | Alex Ferreira  | Aaron Blunck        |
| 13 janvier 2018    | Snowmass         | Slopestyle | Andri Ragettli     | Ferdinand Dahl | Oystein Braaten     |
| 19 janvier 2018    | Mammoth Mountain | Half-Pipe  | Kyle Smaine        | Alex Ferreira  | Torin Yater-Wallace |
| 21 janvier 2018    | Mammoth Mountain | Slopestyle | Teal Harle         | Andri Ragettli | Evan McEachran      |
| 3 mars 2018        | Silvaplana       | Slopestyle | Alexander Hall     | Andri Ragettli | Ferdinand Dahl      |
| 16 mars 2018       | Alpe de Siusi    | Slopestyle | Nicholas Goepper   | Andri Ragettli | James Woods         |
| 22 mars 2018       | Tignes           | Half-Pipe  | Noah Bowman        | Alex Ferreira  | Simon d'Artois      |
| 24 mars 2018       | Québec           | Big Air    | Christian Nummedal | Hugo Burvall   | Teal Harle          |

### Femmes

#### Ski Cross
| Date             | Lieu         | Épreuve | Vainqueur      | Second                   | Troisième          |
| ---------------- | ------------ | ------- | -------------- | ------------------------ | ------------------ |
| 7 décembre 2017  | Val Thorens  | Cross   | Sandra Näslund | Heidi Zacher             | Kelsey Serwa       |
| 9 décembre 2017  | Val Thorens  | Cross   | annulé         | annulé                   | annulé             |
| 12 décembre 2017 | Arosa        | Cross   | Sandra Näslund | Heidi Zacher             | Brittany Phelan    |
| 15 décembre 2017 | Montafon     | Cross   | Fanny Smith    | Heidi Zacher             | Sandra Näslund     |
| 21 décembre 2017 | Innichen     | Cross   | Heidi Zacher   | Georgia Simmerling       | Sandra Näslund     |
| 22 décembre 2017 | Innichen     | Cross   | Sandra Näslund | Marielle Berger Sabbatel | Georgia Simmerling |
| 13 janvier 2018  | Idre Fjäll   | Cross   | Sandra Näslund | Marielle Berger Sabbatel | India Sherret      |
| 14 janvier 2018  | Idre Fjäll   | Cross   | Sandra Näslund | Fanny Smith              | Heidi Zacher       |
| 20 janvier 2018  | Nakiska      | Cross   | Sandra Näslund | Marielle Berger Sabbatel | Alizée Baron       |
| 3 mars 2018      | Sunny Valley | Cross   | Fanny Smith    | Brittany Phelan          | Katrin Ofner       |
| 4 mars 2018      | Sunny Valley | Cross   | Sandra Näslund | Brittany Phelan          | Fanny Smith        |
| 17 mars 2018     | Megève       | Cross   | annulé         | annulé                   | annulé             |

#### Saut acrobatique
| Date             | Lieu          | Épreuve | Vainqueur      | Second                   | Troisième            |
| ---------------- | ------------- | ------- | -------------- | ------------------------ | -------------------- |
| 16 décembre 2017 | Secret Garden | Saut    | Hanna Huskova  | Xu Mengtao               | Ashley Caldwell      |
| 17 décembre 2017 | Secret Garden | Saut    | Danielle Scott | Xu Mengtao               | Kristina Spiridonova |
| 6 janvier 2018   | Moscou        | Saut    | Kiley McKinnon | Aliaksandra Ramanouskaya | Alexandra Orlova     |
| 12 janvier 2018  | Deer Valley   | Saut    | Xu Mengtao     | Kristina Spiridonova     | Kong Fanyu           |
| 19 janvier 2018  | Lake Placid   | Saut    | Lydia Lassila  | Hanna Huskova            | Laura Peel           |
| 20 janvier 2018  | Lake Placid   | Saut    | Xu Mengtao     | Lydia Lassila            | Laura Peel           |

#### Bosses
| Date             | Lieu        | Épreuve             | Vainqueur               | Second                  | Troisième               |
| ---------------- | ----------- | ------------------- | ----------------------- | ----------------------- | ----------------------- |
| 9 décembre 2017  | Ruka        | Bosses              | Britteny Cox            | Audrey Robichaud        | Marika Pertakhiya       |
| 21 décembre 2017 | Thaiwoo     | Bosses              | Jaelin Kauf             | Ioulia Galycheva        | Andi Naude              |
| 22 décembre 2017 | Thaiwoo     | Bosses              | Ioulia Galycheva        | Jaelin Kauf             | Andi Naude              |
| 6 janvier 2018   | Calgary     | Bosses              | Britteny Cox            | Perrine Laffont         | Justine Dufour-Lapointe |
| 10 janvier 2018  | Deer Valley | Bosses              | Perrine Laffont         | Jaelin Kauf             | Morgan Schild           |
| 11 janvier 2018  | Deer Valley | Bosses              | Jaelin Kauf             | Perrine Laffont         | Morgan Schild           |
| 20 janvier 2018  | Tremblant   | Bosses              | Justine Dufour-Lapointe | Andi Naude              | Yuliya Galysheva        |
| 3 mars 2018      | Tazawako    | Bosses              | Perrine Laffont         | Justine Dufour-Lapointe | Keaton McCargo          |
| 4 mars 2018      | Tazawako    | Bosses en Parallèle | Tess Johnson            | Britteny Cox            | Laura Grasemann         |
| 10 mars 2018     | Airolo      | Bosses en Parallèle | annulé                  | annulé                  | annulé                  |
| 18 mars 2018     | Megève      | Bosses en Parallèle | Jaelin Kauf             | Perrine Laffont         | Justine Dufour-Lapointe |

#### Freestyle
| Date               | Lieu             | Épreuve    | Vainqueur                  | Second                | Troisième                  |
| ------------------ | ---------------- | ---------- | -------------------------- | --------------------- | -------------------------- |
| 5 août 2017        | El Colorado      | Big Air    | annulé                     | annulé                | annulé                     |
| 27 août 2017       | Cardrona         | Slopestyle | Kelly Sildaru              | Giulia Tanno          | Jennie-Lee Burmansson      |
| 1er septembre 2017 | Cardrona         | Half-Pipe  | Cassie Sharpe              | Kelly Sildaru         | Marie Martinod             |
| 3 novembre 2017    | Copenhague       | Big Air    | annulé                     | annulé                | annulé                     |
| 18 novembre 2017   | Milan            | Big Air    | Coline Ballet Baz          | Johanne Killi         | Giulia Tanno               |
| 26 novembre 2017   | Stubai           | Slopestyle | Jennie-Lee Burmansson      | Katie Summerhayes     | Caroline Claire            |
| 1er décembre 2017  | Mönchengladbach  | Big Air    | Giulia Tanno               | Sarah Höfflin         | Dominique Ohaco            |
| 8 décembre 2017    | Copper Mountain  | Half-Pipe  | Marie Martinod             | Devin Logan           | Zhang Kexin                |
| 22 décembre 2017   | Secret Garden    | Half-Pipe  | Zhang Kexin                | Yurie Watabe          | Valeria Demidova           |
| 23 décembre 2017   | Font-Romeu       | Slopestyle | Tess Ledeux                | Jennie-Lee Burmansson | Tiril Sjåstad Christiansen |
| 12 janvier 2018    | Snowmass         | Half-Pipe  | Cassie Sharpe              | Brita Sigourney       | Ayana Onozuka              |
| 13 janvier 2018    | Snowmass         | Slopestyle | Johanne Killi              | Maggie Voisin         | Isabel Atkin               |
| 19 janvier 2018    | Mammoth Mountain | Half-Pipe  | Brita Sigourney            | Maddie Bowman         | Devin Logan                |
| 21 janvier 2018    | Mammoth Mountain | Slopestyle | Tiril Sjåstad Christiansen | Jennie-Lee Burmansson | Caroline Claire            |
| 3 mars 2018        | Silvaplana       | Slopestyle | Tess Ledeux                | Johanne Killi         | Jennie-Lee Burmansson      |
| 16 mars 2018       | Alpe de Siusi    | Slopestyle | Caroline Claire            | Isabel Atkin          | Yuki Tsubota               |
| 22 mars 2018       | Tignes           | Half-Pipe  | Cassie Sharpe              | Marie Martinod        | Brita Sigourney            |
| 24 mars 2018       | Québec           | Big Air    | Dara Howell                | Silvia Bertagna       | Megan Cressey              |

### Par Équipe
| Date             | Lieu          | Épreuve | Vainqueur                                | Second                                               | Troisième                                     |
| ---------------- | ------------- | ------- | ---------------------------------------- | ---------------------------------------------------- | --------------------------------------------- |
| 17 décembre 2017 | Secret Garden | Saut    | Chine Xu Mengtao Qi Guangpu Jia Zongyang | Australie Samantha Wells Danielle Scott David Morris | Russie Liubov Nikitina Ilia Burov Maxim Burov |